# 둔내태성도서관
둔내태성도서관은 강원특별자치도 횡성군에 있는 공립 도서관이다.

## 연혁
- 2015. 7. 13. 준공
- 2015. 9. 15. 개관
- 2021. 1. 5. 재개관